# Урк (Нідерланди)
Урк  (нід. Urk, місцева вимова: [ɵrk] ( прослухати)) — місто та однойменний муніципалітет у провінції Флеволанд, в центральній частині Нідерландів. Станом на 31 травня 2017 року населення складало 20 374 особи. Муніципалітет Урк є найменшим за площею суходолу муніципалітетом провінції Флеволанд.
Муніципалітет створений у 1986 році. Поселення Урк згадується ще у X столітті. До осушення затоки Зейдерзе у XX столітті, Урк був окремим островом в озері Алмере, яке у XIII столітті, після низки повеней, стало частиною Зейдерзе. У 1939 році дамба з'єднала Урк з материковою частиною Нідерландів. Пізніше морське дно Зейдерзе осушили, створивши польдер Нордостполдер.
Незважаючи на багатовікову бідність, уркери (корінні мешканці Урка) здавна відрізнялися впертістю, згуртованістю та власною етнічною самосвідомістю. Їх діалект дуже енергійний і вельми відрізняється від інших діалектів голландської. Традиційно Урк був і лишається чи не найбільш релігійною громадою в Нідерландах, осередком голландської Реформатської церкви та Антиреволюційної партії. Муніципалітет Урк навіть має власний гімн.
Основою економіки міста з давніх часів було рибальство, хоча сучасні рибальські судна Урка мають долати значно більшу відстань від порту до моря, ніж раніше.

## Географія

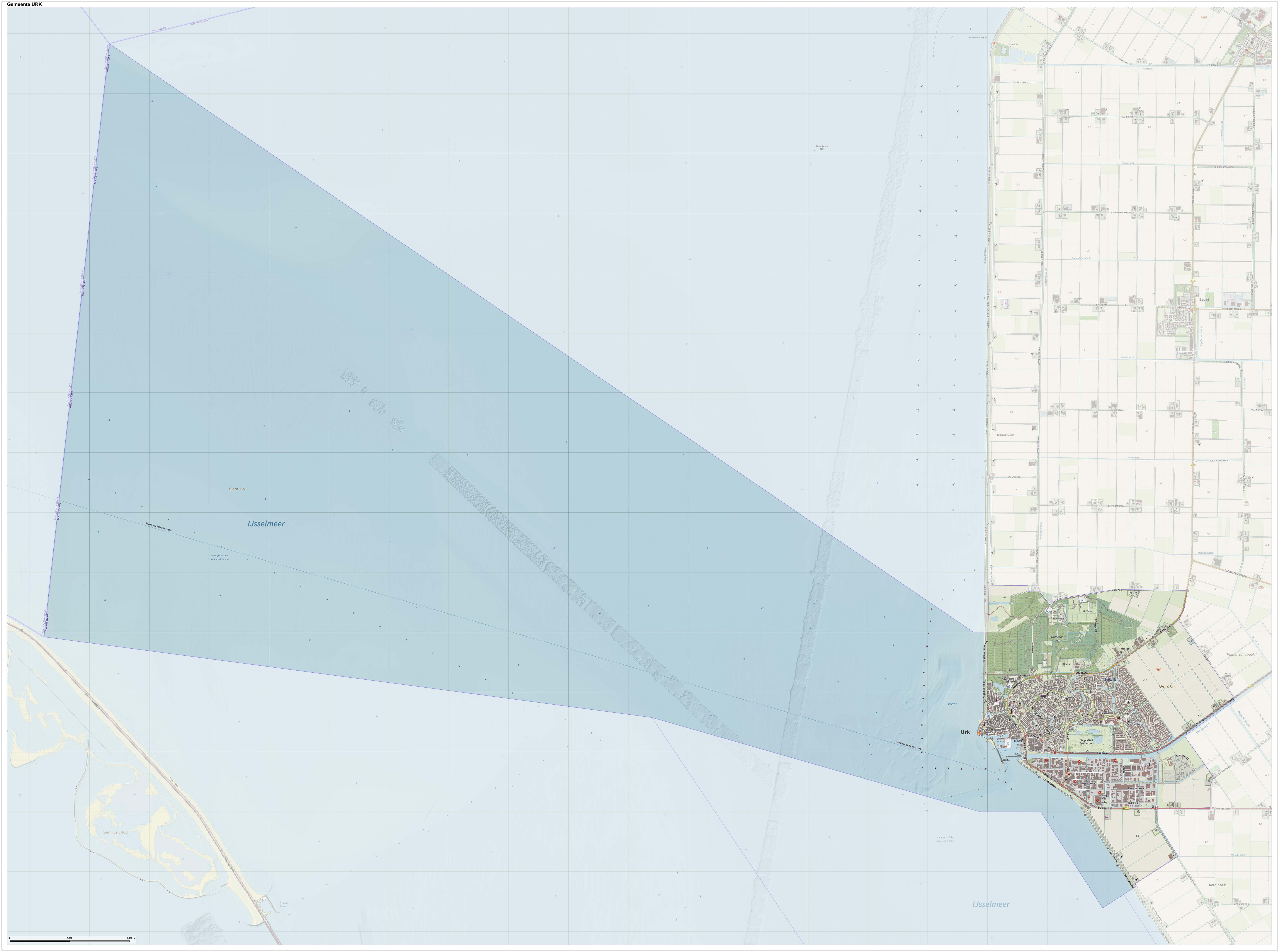
Топографічна мапа Урка

Узбережжя Ейсселмера — це переважно значні ділянки валунової глини, сформованої завдяки зледенінню Льодовикового періоду плейстоцена: Тесел, Вірінґен, Урк, Де Ворст і Гастерланд. У результаті танення льодовиків, у давнину сформувалося так зване озеро Алмере. На півночі від Урка в озеро Алмере впадала річка Вехт, на півдні — річка Ейссел із численними притоками. У ті часи Урк розташовувався на висоті близько 9 метрів над рівнем моря. Із глобальним потеплінням клімату, яке відбувалося у Середні віки, рівень моря піднімався. Протягом XIII століття (особливо після повені 1287 року) сформувався басейн затоки Зейдерзе і води навколо острова Урк стали морськими, із припливами та відпливами. Через відсутність будь-якого захисту від моря, береги острова з часом розмивалися. Лише близько 1700 року муніципалітет Амстердама збудував дамбу для захисту Урка.
У 1939 році, в рамках проекту «Зейдерзе», острів Урк з'єднали дамбою з материковою частиною Нідерландів, а в 1942 році був завершений польдер Нордостполдер, в результаті чого Урк остаточно став частиною материка.
Площа муніципалітету становить 109,91 км², з яких суходол займає лише 11,51 км², водна поверхня — 98,4 км². Через те, що процес осушення озера Ейсселмер і створення польдерів продовжується, площа суходолу має зрости. На материковій частині муніципалітету забудовано 3,57 км², 4,19 км² зайняті сільськогосподарськими угіддями, 2,11 км² — лісами. На півночі муніципалітету розташований ліс Уркербос.
Материкова частина муніципалітету оточена територією муніципалітету Нордостполдер. Водна частина межує з аналогічними водними територіями інших муніципалітетів.

## Походження назви
Етимологія топоніму Урк достеменно невідома. У найдавнішому (X століття) із джерел назва острову вказана як Urch. У пізніших джерелах зустрічаються варіації Orch, Orc, Orcke, Ork, Urc, Urck та Urk. Можна лише стверджувати, що назва острову виникла у ті часи, коли топоніми вказували на особливість місцевості. Назва Urk, вочевидь, складається з двох слів, перше з яких — Ur (або Or), а друге слово, точніше, залишок від нього — k. Часточка Ur в германських мовах досить поширена і має різні значення. У формі Or вона збереглася у багатьох англійських топонімах, у значенні «берег», «нахил, схил, спад» або «підніжжя нахилу». Часточка k може бути залишком слова Klif, тобто «косогір, схил», або Kop, що значить «пагорб». Таким чином, топонім Urk може означати «пагорб на узбережжі».

## Історія

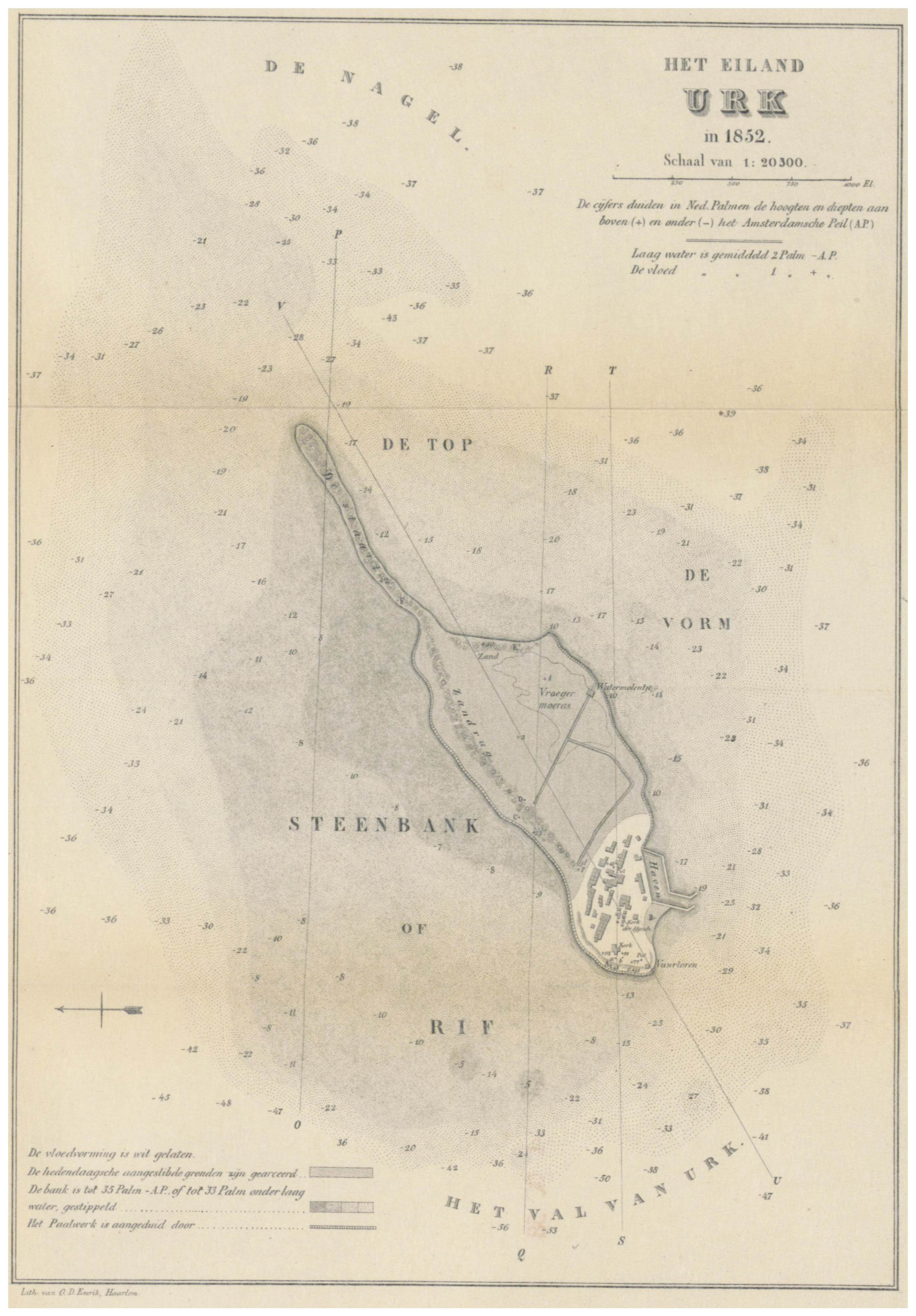
Острів Урк в 1852 році

В регіоні, де знаходиться Урк, люди з'явилися ще в середині VI тисячоліття до н. е., це були невеликі групи рибалок і мисливців, про що свідчать археологічні знахідки.
Найдавніша письмова згадка про Урк датована 966 роком, це дарча грамота короля Оттона I Панталеонському монастирю в Кельні, в якій згадується:
|  | ...один з островів у понизов'ї Альмере, що зветься Урх Оригінальний текст (лат.) cuiisdam insulae medietatem in Almere, que Urch vocatur |

У XIII столітті Урк належав графам Голландії, пізніше — бургомістрові Енкхейзена. З 1476 року і по 1614 рік Урком правили представники патриціанської родини Соуденбалх (Zoudenbalch) з Утрехта:
- у 1475—1495 роках — Еверт I Соуденбалх (1424—1503),
- у 1495—1530 роках — Еверт II Соуденбалх (1455—1530),
- у 1530—1558 роках — Йохан Соуденбалх (1503—1558),
- у 1558—1567 роках — Еверт III Соуденбалх (1540—1567),
- у 1567—1599 роках — Герріт Соуденбалх (1541—1599),
- у 1599—1614 роках — Варлавіна Соуденбалх (1538—1616), сестра Герріта, останній представник родини Соуденбалхів.

У 1614—1660 роках Урком володів Йонкхер ван дер Верве (Jonkheer van der Werve) з Антверпена, який у 1617 році збудував на острові маяк. У 1660 році ван дер Верве продав острів Амстердаму, муніципалітет якого делегував управління Урком своїм представникам, першим з яких став Андріс де Графф (Andries de Graeff), що правив островом у 1660—1678 роках. Його наступниками були Ніколас Вітсен (Nicolaes Witsen), Хендрік Даніельсон Хофт (Hendrik Daniëlsz Hooft) та Ян Еліас Хейдекопер (Jan Elias Huydecooper). Через своє розташування Урк мав значну цінність, адже повз нього пролягали усі морські маршрути в Зейдерзе.

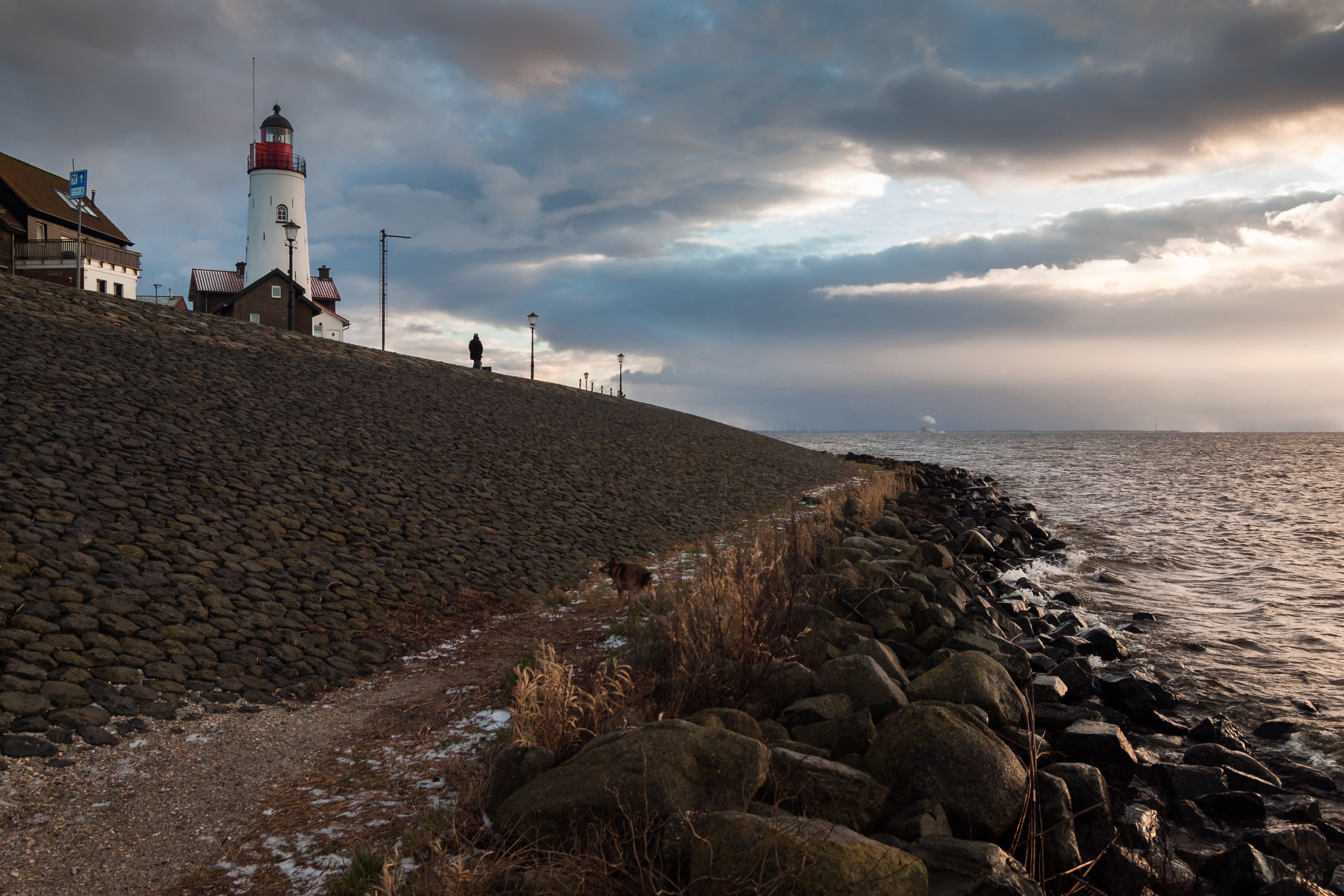
Маяк Урка

З 1792 року управління островом перейшло до Штатів Голландії та Західної Фрисландії. У 1824 році Урк увійшов до складу провінції Північна Голландія.
У 1840 році на острові збудували першу верф, до цього часу уркерські рибалки користувалися суднами, збудованими в сусідніх містах. У 1856 році верф розширили, у 1862 році почали будувати другу. У 1877 році в головному порту збудували третю верф та супутні служби. Спершу на острові не вистачало спеціалістів із суднобудування, проте місцеві мешканці швидко цьому навчилися, адже через ізольованість острова у місцевих юнаків був невеликий вибір професій: або рибалкою на флот, або підмайстром до суднобудівників.
До 1897 року, коли на острів проклали телефонний кабель, з Урком не було постійного зв'язку. Телефонізація була дуже важливою для торгівлі оселедцем та анчоусами, які виловлювалися у водах Зейдерзе, тому у 1912 році проложили другу лінію, до Кампена, яка обійшлася у більш ніж 100 000 гульденів.
У часи Першої світової війни Нідерланди зберігали нейтралітет, а на острові діяв табір для інтернованих військовиків держав Антанти. Це були кілька десятків офіцерів з Бельгії, Британії та Франції, а також деяка кількість бельгійських солдатів для обслуговування офіцерів.

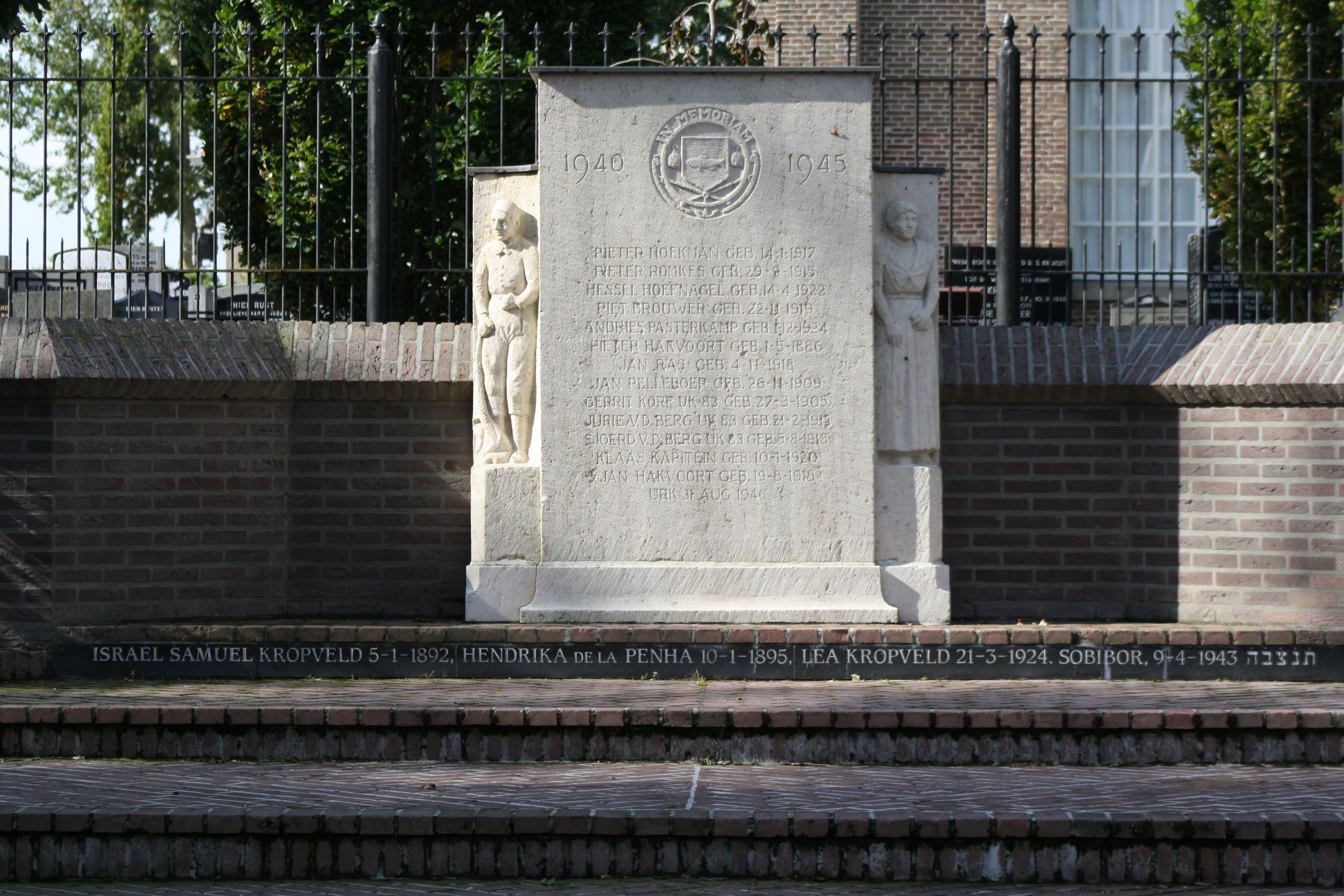
Меморіал мешканцям Урка, що загинули у Другій світовій війні

У 1916 році почалося офіційне створення польдеру на місці затоки Зейдерзе — так званий проект «Зейдерзе». У 1927—1933 роках збудували дамбу Афслютдейк, яка перекрила морську затоку, перетворивши її на озеро Ейсселмер. У ті часи острів Урк був вкрай перенаселеним і мешканці сподівалися на створення у навколишніх водах польдеру, за рахунок якого збільшилася б площа землі, придатної для заселення. Втім, важкодоступність Урка зіграла свою негативну роль: острів не включили у план осушення Ейсселмера, а місце створення польдеру перенесли на північ. Лише у 1939—1942 роках Урк з'єднали дамбою із провінціями Фрисландія та Оверейсел, у 1942 році завершилося осушення польдеру Нордостполдер і острів приєднався до материкової частини, а перший автошлях до Урка проклали лише у 1948 році. Проте в такій ізоляції був і позитивний момент: до 1944 року на острові не було постійних окупаційних сил Третього Рейха. Місцеві мешканці укривали біженців з материкової частини та збитих пілотів союзників, яких переправляли човнами до Енкхейзена. Загиблих та померлих від ран пілотів ховали при місцевій церкві Керк'є-ан-Зе. 18 листопада 1944 року нацисти все ж таки змогли дістатися острова через польдер і захопили його. Почалися репресії, 80 чоловіків та хлопців були заарештовані, деякі мешканці були вбиті. Голокост торкнувся і Урка: єврейську родину Кропфельдів депортували до Вестерборка, а потім — до концентраційного табору Собібор, до вони і загинули 9 квітня 1943 року. 17 квітня 1945 року канадські війська звільнили острів.
Під час спорудження польдеру і протягом Другої світової війни економіка колишнього острова, яка базувалася виключно на рибальстві, зазнала великих втрат. Осушення навколишніх морів призвело до скорочення риболовецьких угідь, а нацистські окупанти забрали більшу частину рибацьких катерів. Після війни місцеві мешканці почали відновлювати свій флот. Зростання економіки Урка почалося у 1960-х, коли на острові у 1962 році відкрився аукціон живої риби, який став найбільшим в Нідерландах.
У 1950 році роках Урк увійшов до складу провінції Оверейсел. Після війни населення Урка протягом близько двадцяти років зросло майже удвічі, тому, коли у 1962 році по сусідству створювався новий муніципалітет Нордостполдер і прокладалися нові межі, площу муніципалітету Урк збільшили. Втім, частина уркерів все одно переселилася до сусідніх міст Толлебек і Еммелорд.
У 1986 році муніципалітет Урк увійшов до складу новоствореної провінції Флеволанд, ставши таким чином єдиним муніципалітетом в Нідерландах, який входив до складу трьох провінцій.

## Політика

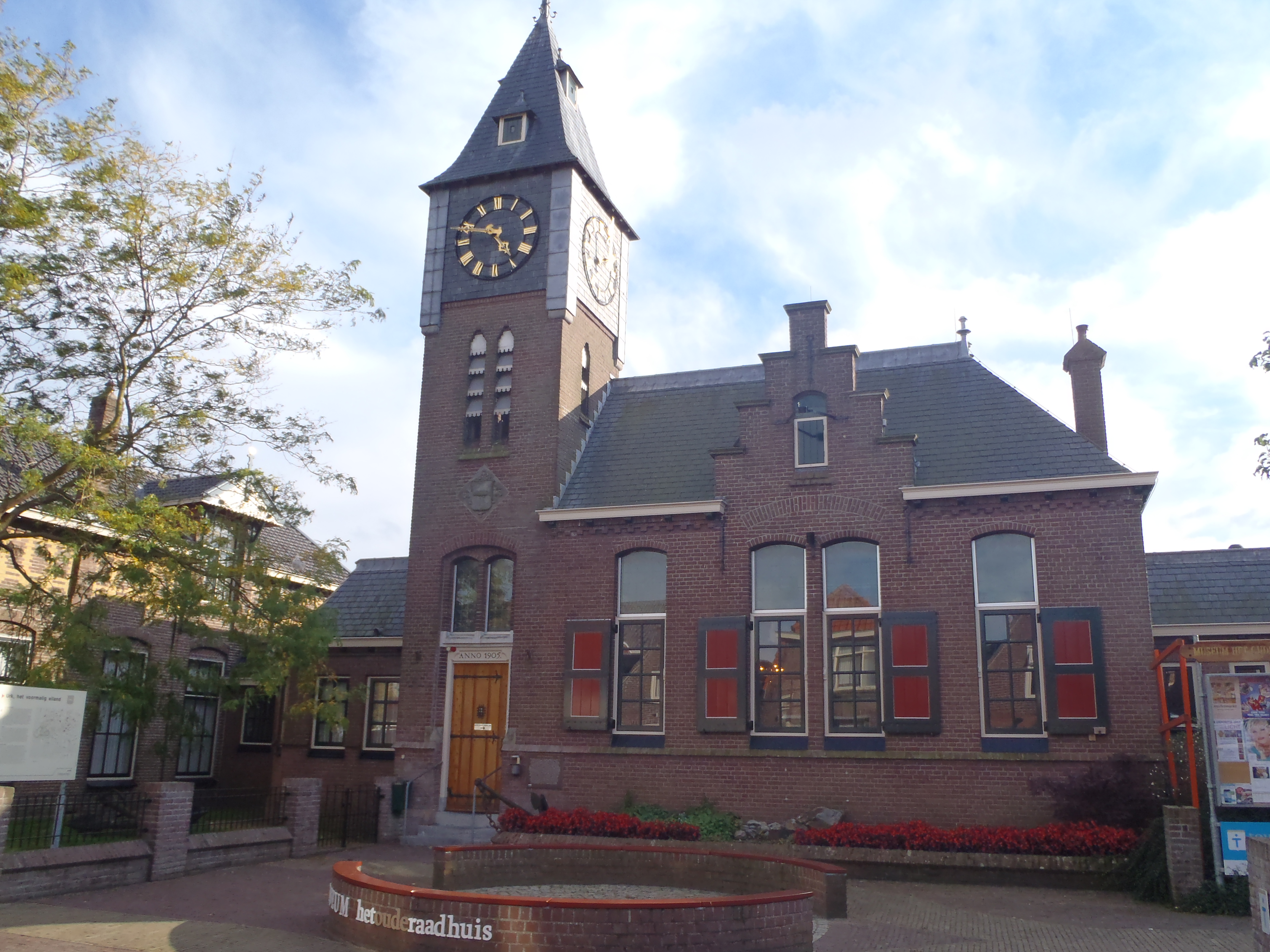
Стара будівля ратуші

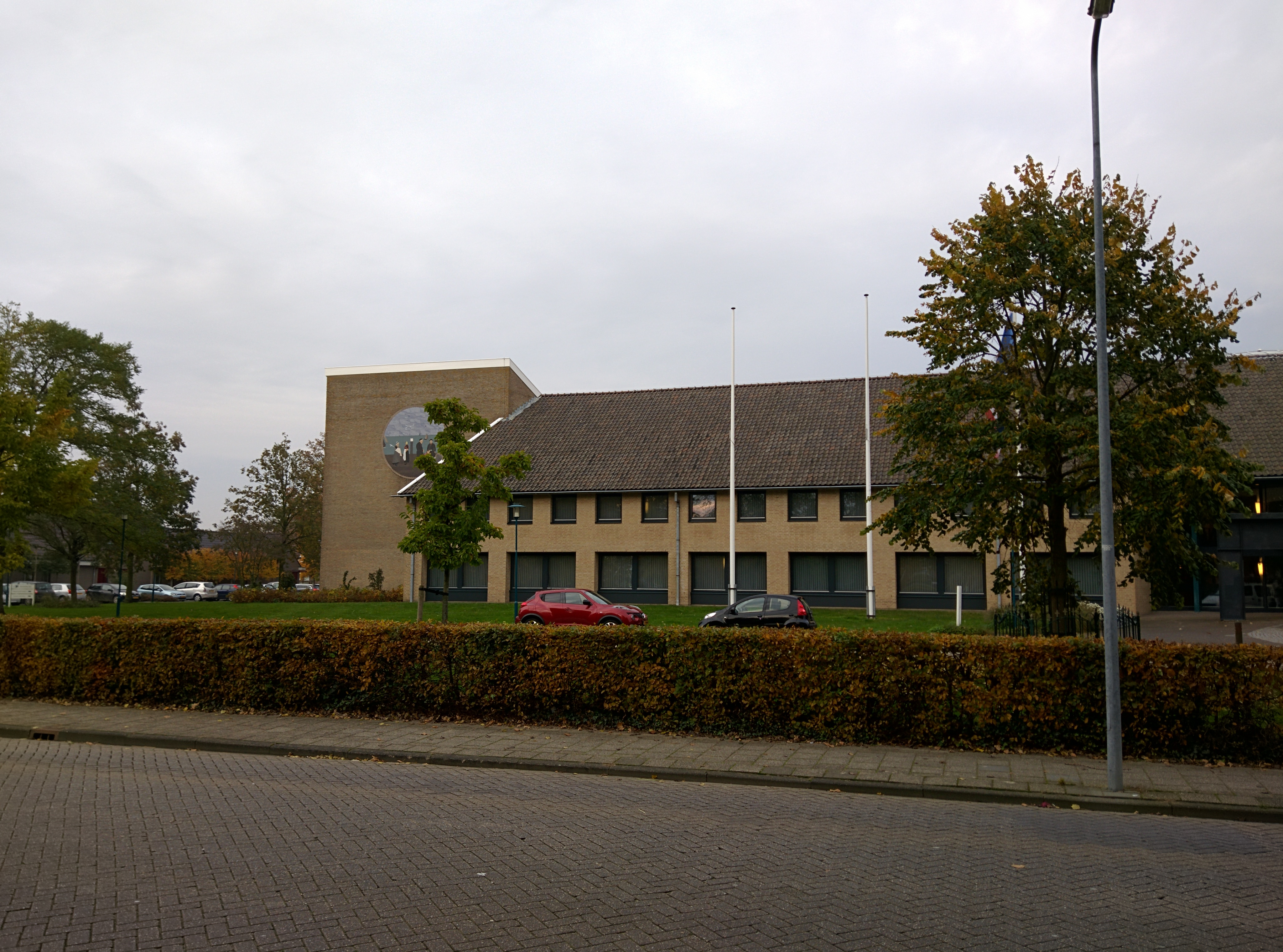
Нова будівля ратуші

### Національна політика
Урк — один з найбільш консервативних у політичному аспекті муніципалітетів у Нідерландах. Він є частиною так званого «Біблійного пояса Нідерландів» — регіону із найбільшою концентрацією консервативних протестантів-кальвіністів, тому на виборах мешканці Урка більшість голосів (85-90 %) віддають трьом християнськім партіям — Реформістській, «Християнському союзу» та «Християнсько-демократичному заклику». Втім, в 2010-х роках спостерігаються деякі зрушення у політичних поглядах, більше підтримки отримують націоналістичні рухи, зокрема, ультра-права «Партія свободи». Підтримка соціал-демократичних і соціалістичних партій в Урку лишається на мінімальному рівні.
Урк також відрізняється високим рівнем явки на вибори у порівнянні із середнім показником по країні (у 2017 році явка була на рівні 89,8 %).

### Локальна політика
Управління муніципалітетом здійснює муніципальна рада з 17 депутатів, які представляють п'ять партій. Інші партії, зокрема, популярна в Нідерландах ліберальна «Народна партія за свободу і демократію», не набрали достатньої кількості голосів для участі у виборах.
Розподіл місць у муніципальній раді:
| Партія                                | 1994 | 1998 | 2002 | 2006 | 2010 | 2014 |
| Християнський союз                    | 3    | 5    | 5    | 6    | 4    | 4    |
| Реформістська партія                  | 5    | 4    | 5    | 5    | 3    | 3    |
| Християнсько-демократичний заклик     | 4    | 4    | 5    | 4    | 4    | 3    |
| Unie Gemeentebelangen (місцева)       | 2    | 3    | 2    | 2    | 2    | 2    |
| Urker Volkspartij (місцева)           | 1    | 1    | 0    | -    | -    | -    |
| Реформаторська політична федерація    | 2    | 3    | -    | -    | -    | -    |
| Gemeentebelangen Urk (місцева)        | 1    | 2    | -    | -    | -    | -    |
| Реформатський політичний союз         | 1    | 2    | -    | -    | -    | -    |
| Christelijk Historisch 1985 (місцева) | 1    | 1    | -    | -    | -    | -    |
| Hart voor Urk (місцева)               | -    | -    | -    | -    | 4    | 3    |
| Urker Gereformeerde Partij (місцева)  | -    | -    | -    | -    | -    | 2    |
| Усього місць                          | 15   | 17   | 17   | 17   | 17   | 17   |

Виконавчу владу в муніципалітеті представляє бургомістр Пітер ван Марен із партії «Християнсько-демократичний заклик» та рада олдерменів з трьох осіб.

### Міжнародна політика
На референдумі 2005 року щодо Конституції Європейського Союзу «проти» проголосувало 91,6 % мешканців Урка — найбільший відсоток голосів «проти» по країні. Значною мірою це пов'язано із політикою ЄС щодо риболовлі та відсутністю в тексті Конституції посилань на християнську релігію.

## Економіка

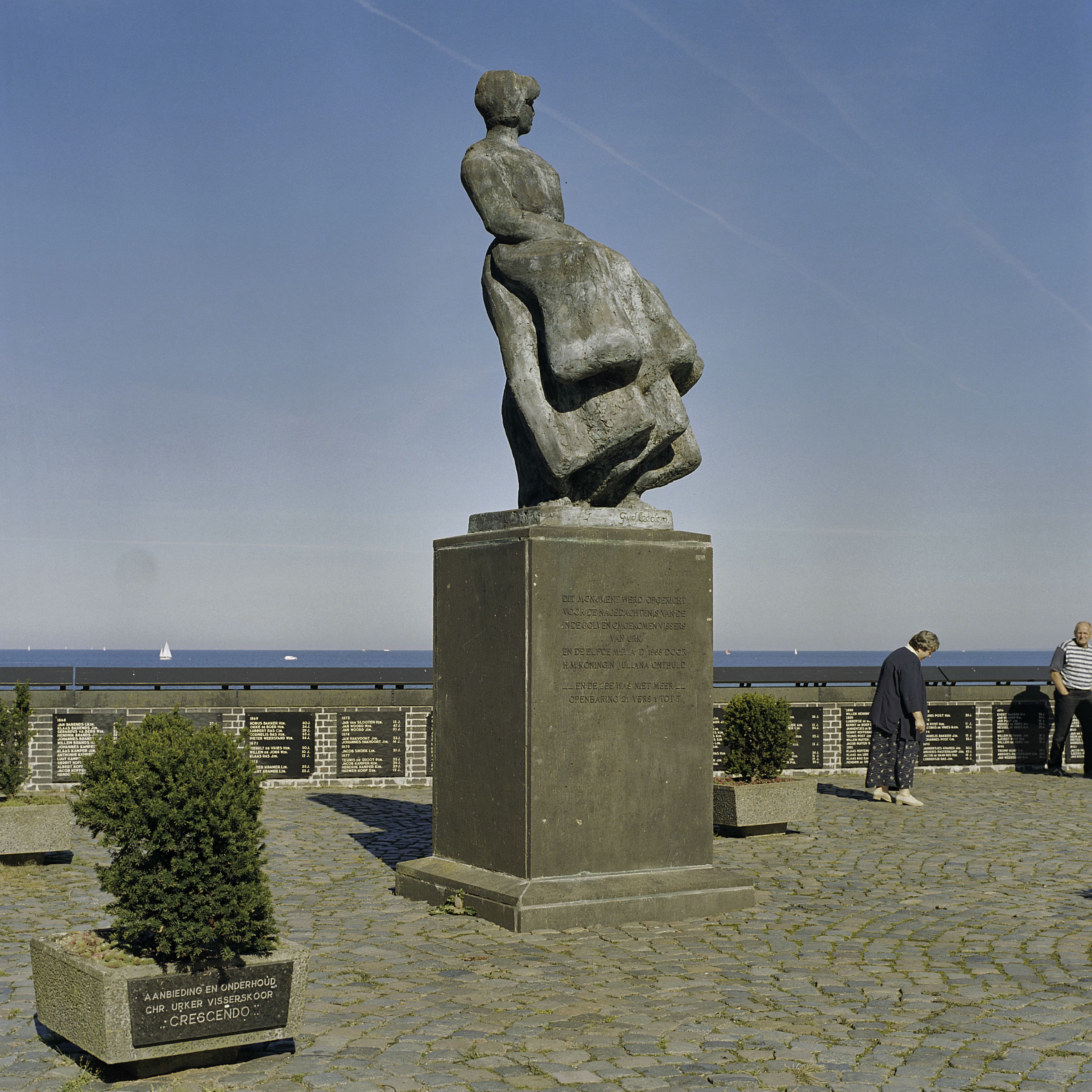
Пам'ятник загиблим рибалкам

Основною галуззю економіки Урка здавна було рибальство. Традиційно мешканці Урка ловили рибу в затоці Зейдерзе і продавали її в Амстердамі. Це була дуже небезпечна робота, багато рибалок щороку гинули, зокрема, у 1865 році у морі загинуло 343 рибалки. На згадку про ті часи в місті встановлено пам'ятник загиблим рибалкам у вигляді жінки, яка чекає на березі моря свого чоловіка та синів, що пішли в море. З 1820 року почала розвиватися і ловля анчоусів, для чого на заході острова побудували спеціальний порт і приміщення для засолення анчоусів. Найбільшим імпортером була Німеччина. Вилов анчоусів коливався щорічно, що позначалося на ціні: 30 кг анчоусів могли коштувати від 30 до 100 гульденів (€ 14-45). З 1890-х років рибальство набуло сезонного характеру: у певний час усі рибалки зосереджувалися на вилові одного виду риби: оселедця, тріски чи анчоусів.
У 1905 році в Урку відкрився перший аукціон живої риби. Першим покупцем став Пітер Кейтер, який придбав 200 оселедців за один даальдер (€ 1,13).
У 1930-х роках у Німеччині прийшли до влади нацисти, які обмежили імпорт анчоусів з Нідерландів, що значною мірою зашкодило економіці Урка: якщо у 1930 році кілограм анчоусів продавався за 0,11-0,14 євро, то у 1931 році він коштував вже 0,02-0,05 євро.
Переломним моментом для Урка стало осушення у 1930-х роках затоки Зейдерзе і перетворення її на прісноводне озеро Ейсселмер. Здавалося, що існуванню Урка, який жив морським рибалством, лишилися лічені дні, адже у прісноводному Ейсселмері було набагато менше риби, а Північне море стало недосяжним, адже Урк через осушення Зейдерзе опинився майже в центрі Нідерландів. Однак, ці сподівання не виправдалися і сталося те, що пізніше назвали «уркерським дивом». Уркери вирушили до портів на Північному морі, де заснували низку траулерських компаній та збудували флот. Виловлену рибу перевозили через Ейсселмер до Урка до кінця 1970-х років, а пізніше, коли траулери стали занадто великим для мілководного Ейсселмера, рибу почали доставляти вантажівками з портових міст Північного моря до Урка, на аукціон. У перший рік діяльності аукціона на ньому продали 1 574 976 кг морської риби на суму 1 799 658 гульденів (€ євро 816 649).
У 1975 році почалися обмеження на вилов риби. Це і підвищення цін на паливо значно знизили дохідність від рибальства.

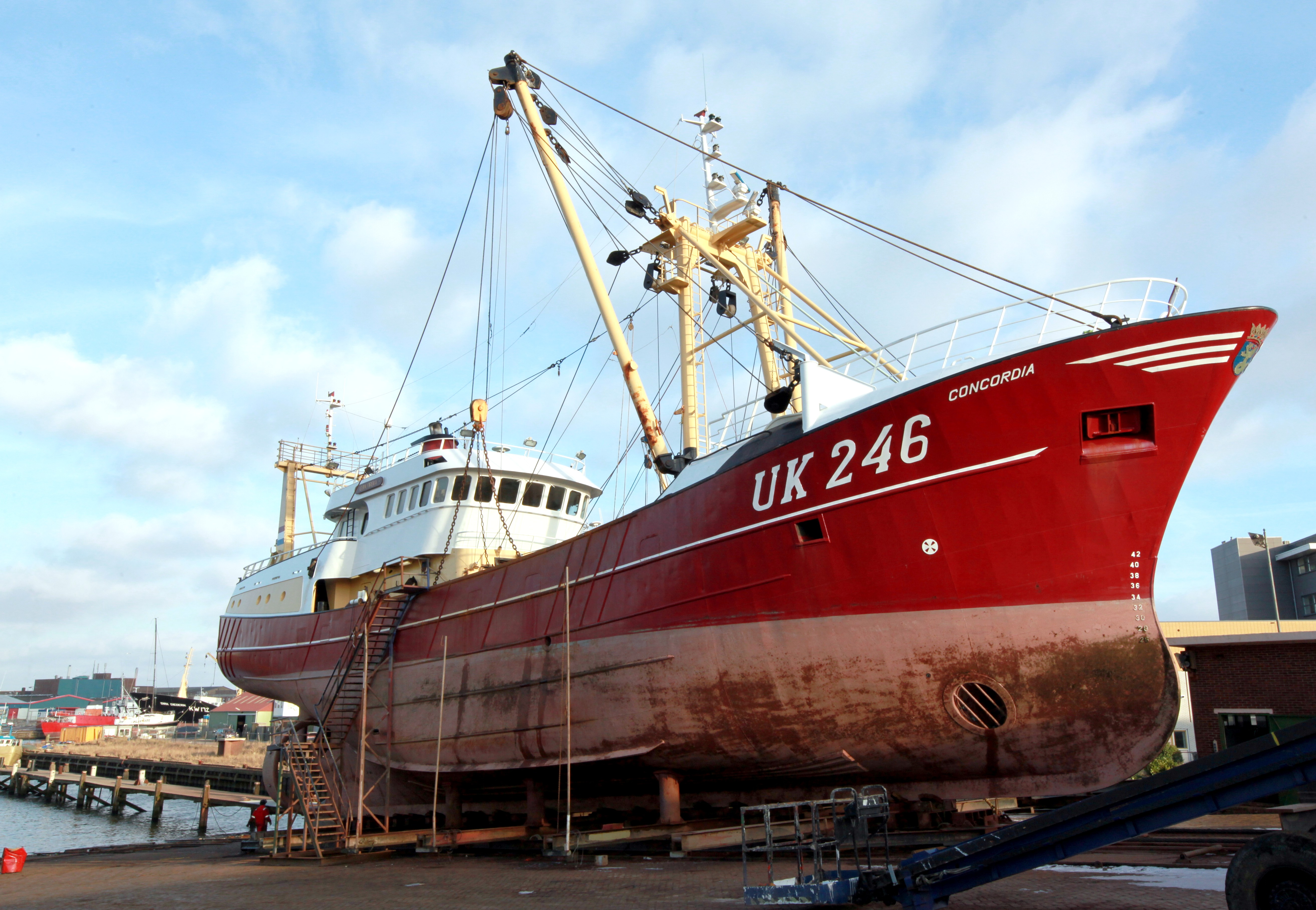
Рибальске судно з Урка

Станом на 2012 рік Урк мав найбільший рибальський флот у Нідерландах: 130 кораблів, з екіпажем понад 900 осіб, це приблизно чверть від усього рибальського флоту Нідерландів. Через підвищення цін на рибу економіка сучасного Урка процвітає. У 1998 році Урк експортував риби на більш ніж 1,7 млрд гульденів (770 млн євро).
Поряд з рибальством в Урку розвинулася і рибопереробна галузь, в Урку нараховується близько сотні підприємств із переробки риби.
Через більший, ніж в середньому по країні, розмір домогосподарств, середній дохід на родину в муніципалітеті Урк на 16 % нижче середнього рівня, тому де-юре Урк є одним з найбідніших муніципалітетів Нідерландів. Проте рівень безробіття тут значно нижчий, ніж в середньому — 1 % проти 2,4 % в Нідерландах загалом.
Урк довгий час був найщедрішим муніципалітетом в Нідерландах: у 2008 році місцеві домогосподарства витратили на благодійність в середньому по 52,64 євро. Ці дані різко контрастують з даними інших муніципалітетів, наприклад, в Амстердамі того ж року витратили в середньому по 0,59 євро на родину.

## Транспорт

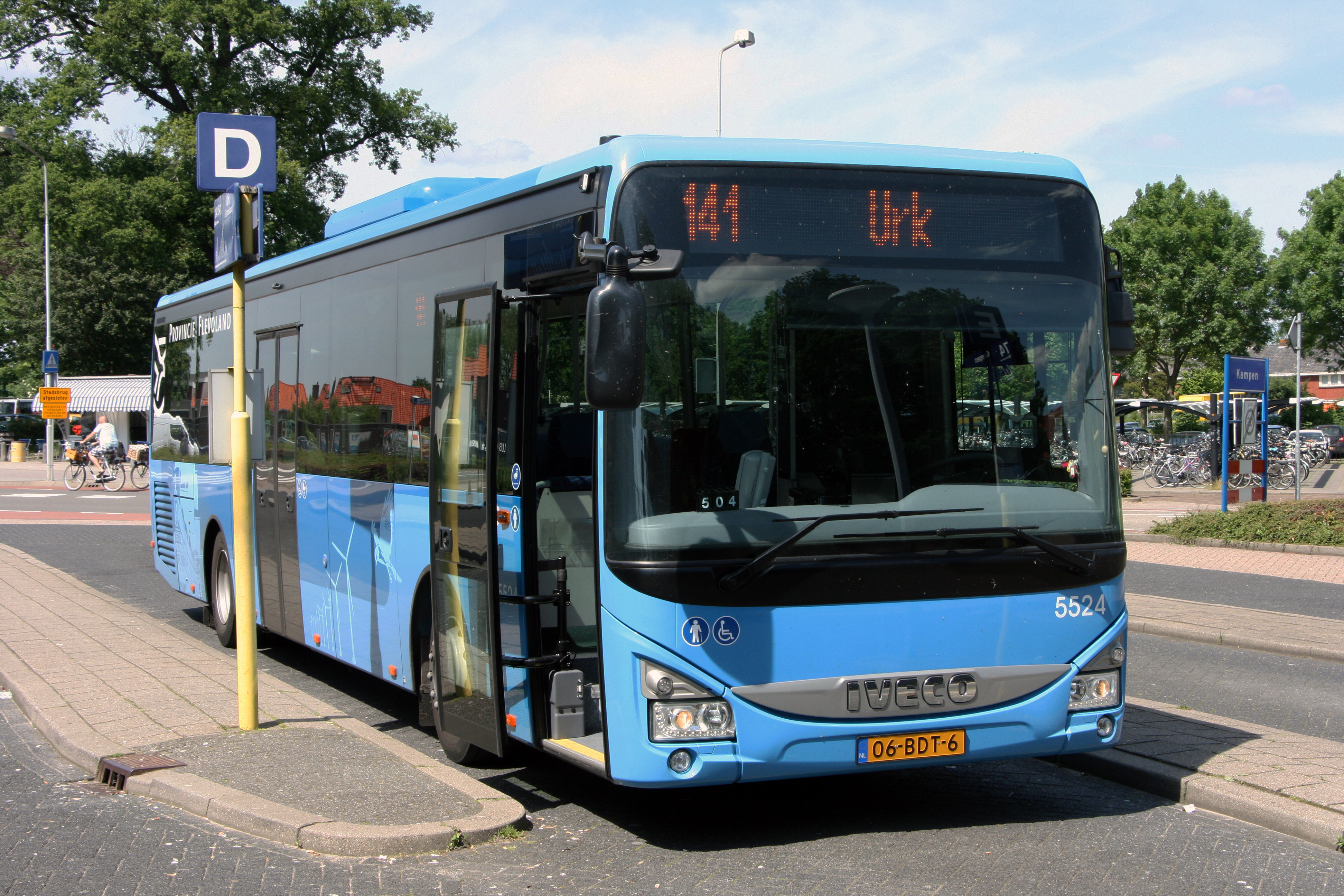
Автобус № 141

Урк не має залізничного сполучення. Найближчими залізничними станціями є станції в сусідніх містах Кампен, Дронтен і Лелістад, розташовані на відстані близько 30 км від Урка.
Із сусідніми містами Урк сполучається автошляхами N351 і N352. Транспортне сполучення забезпечується автобусними маршрутами:
- № 141: Урк — Толлебек — Еммелорд — Енс — Камперейланд — Ейсселмейден — Кампен[5];
- № 149: Урк — Нагеле[6];

Влітку до Урка можна дістатися з Енкхейзена водним шляхом, пасажирським катером «De Zuiderzee» або трищогловим кораблем «Willem Barentsz».

## Культура

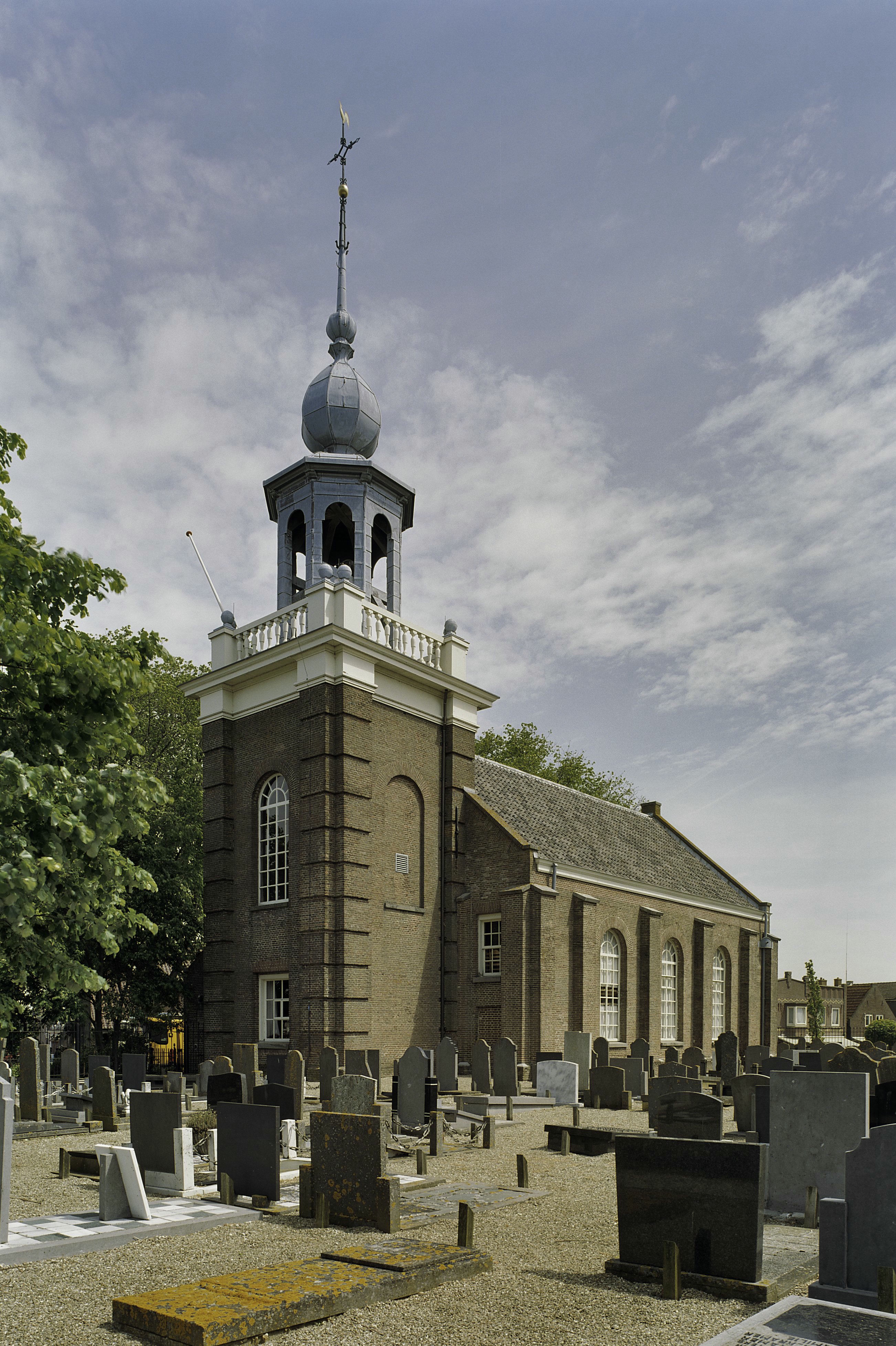
Церква Керк'є-ан-Зе, найстаріша будівля Урка

На території муніципалітету розташовано 33 національні пам'ятки (rijksmonument), 4 пам'ятки місцевого значення (gemeentelijke monument) та три воєнні меморіали. Серед національних пам'яток особливо цікавими є реформатська церква, зведена у 1786 році — найстаріша будівля Урка, годинник церкви датований 1461 роком, та Уркерський маяк, зведений у 1837 році.
Окрім рибальства, Урк славетний своїми хорами, яких налічується більше тридцяти. Окрім виступів в інших регіонах Нідерландів, вони щороку проводять низку концертів в Урку, переважно взимку та влітку.
В Урку проводиться кілька щорічних фестивалей, змагань і свят. Так, у травні святкують День Урка та День Рибалки, у червні проводиться регата на човнах Ansjooprace, у серпні — фестиваль мистецтв, у вересні — пробіг Fish-Potato Run.
У місті діє Музей рибальства (Vissersmuseum), відкритий у 1978 році, який діє і як краєзнавчий музей.

### Легенда про скелю Оммелебоммеле
Цікавою місцевою легендою є легенда про Ommelebommelestien — скелю Оммелебоммеле, яка розташована за 30 метрів від узбережжя Урка. Здавна матері казали своїм дітям, які прагнули дізнатися, як вони з'явилися на світ, що є два типи людей: уркери (мешканці Урка) та «чужинці» (нід. vreemden). Чужинців знаходять у капусті або їх до батьків приносить лелека, але уркери приходять з великої скелі Оммелебоммеле (Ommelebommelestien), розташованої в морі. За легендою, лелека, який прилітає з Єгипту, приносить дитину на скелю. Коли дитина має народитися, її батько каже, що поїде до Схокланда по ключ, який відмикає скелю. Саме тому, коли уркера питають, скільки разів він їздив до Схокланда, то мають на увазі, скільки в нього дітей. Батько мав пливти на човні до Схокланда і взяти там акушерку та ключ до скелі. З ключем і акушеркою батько плив до скелі Оммелебоммеле, де відмикав двері у скелі, за якими було немовля. Ці двері було важко знайти, адже вони розташовувалися під водою. Забравши немовля, батько мав залишити платню: традиційно, 1 гульден за дівчинку та 2 гульдени за хлопчика.

### Урк в мистецтві
У 1920-х роках в Урку мешкав нідерландський письменник, поет і художник Віллем Арондеус, який протягом свого перебування в Урку написав серію «Afzijdige Strofen» з 20 віршів на гомоеротичну тематику, опублікованих у 2001 році.
У 1932 році в Урку мешкав письменник та громадський діяч Джеф Ласт (Jef Last). Він написав кілька статей про Урк до амстердамської газети «De Groene Amsterdammer», а у 1934 році опублікував роман «Zuiderzee», сюжет якого описує кохання двох рибалок один до одного, дія роману проходить в Урку. Роман став першим твором в нідерландській літературі, в якому відкрито описані гомосексуальні стосунки. Приятель Джеф Ласта, французький письменник Андре Жід, також бував в Урку і написав кілька віршів про острів та його мешканців.
Письменник К. Норел часто згадував Урк у своїй трилогії «Engelandvaarders», присвяченій Руху Опору в Нідерландах під час Другої світової війни. Головний герой трилогії, Еверт Гнодде, походить з Урка, там само відбуваються деякі сцени з книги.
У 2016 році в Урку, на узбережжі Ейсселмера проходили зйомки фільму «Дюнкерк».

## Демографія

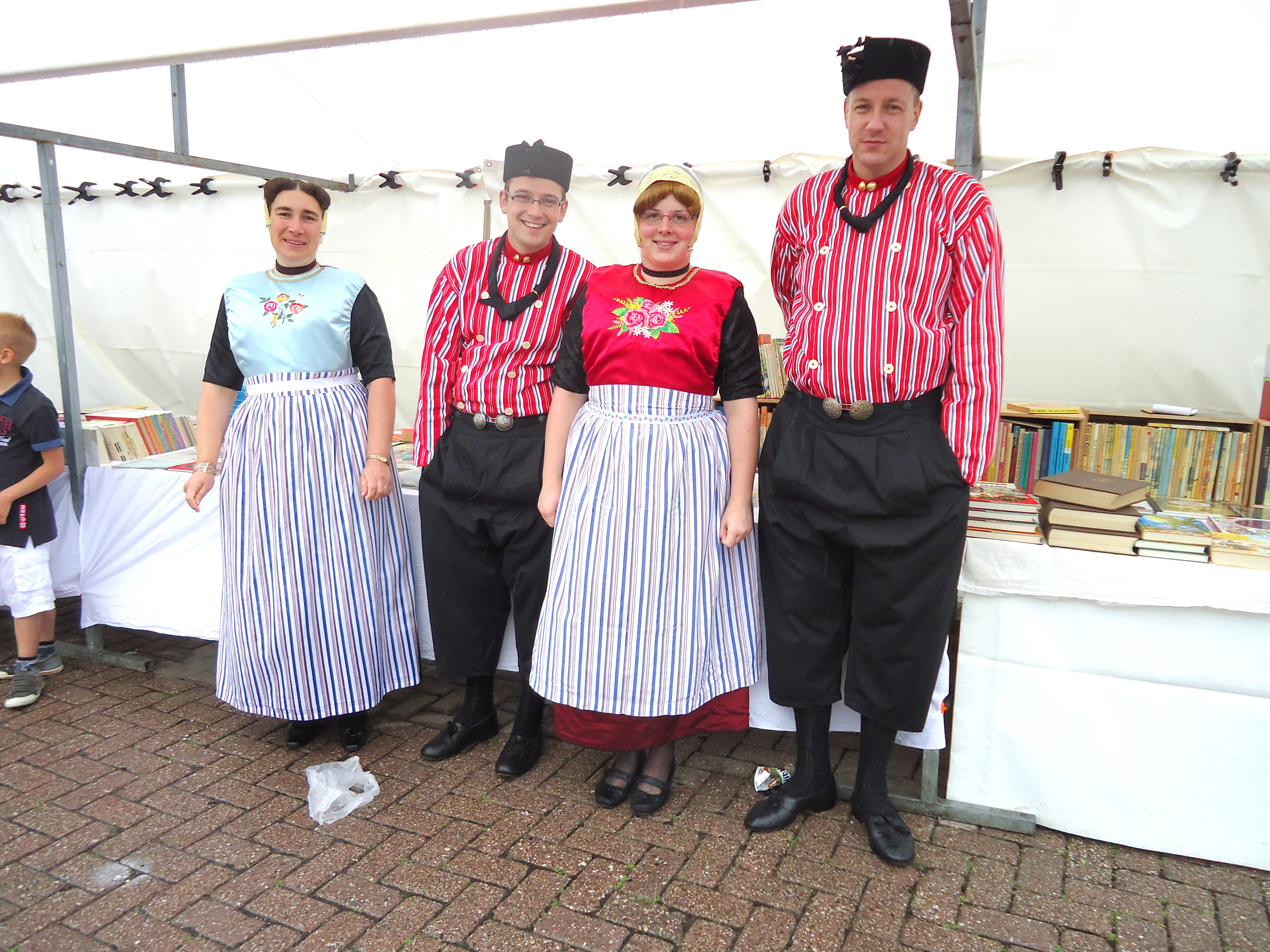
Мешканці Урка в традиційних костюмах

Довгий час багато вчених вважали, що на острові збереглася так звана «пра-голландська раса». У 1930-х роках почалося вивчення розмірів черепів у різних представників корінного населення острова (зокрема, цим займався євгеніст Х. Пібенга), з цією метою проводилися навіть ексгумації тіл померлих (ще раніше, у 1877 році лікар Йохан Фредерікус ван Хендель з Хілверсума хитрістю викрав три черепи та передав їх Утрехтському університету). Шість черепів до початку XXI століття зберігалися в кількох нідерландських університетах та німецькому Геттінгенському університеті. У 2005 році журналісти та вчені з Урка виявили цей факт і те, що дослідження «пра-голландської раси» не дали жодних наукових результатів. Втім, університети відмовилися віддавати черепи, внаслідок чого в 2007 році мешканці Урка навіть організували Комітет з уркерських черепів з метою повернення решток їх пращурів на острів. У вересні 2009 року цей Комітет підтримала комісія з етики при Нідерландській музейній асоціації. Так 5 червня 2010 року шість черепів повернулися на Урк і були поховані з належними церковними обрядами.
Втім, століття ізоляції все ж таки залишили слід у генах корінних мешканців Урка. Через те, що уркери віками одружувалися між собою, вони мають багато споріднених рис і фактично є далекими родичами один одного. Це значно підвищує рівень генетичних захворювань, зокрема, синдрома Ван-Бюхема: 35 відомих хворих на цей синдром — мешканці Урка або походять з нього.
Станом на початок XXI століття муніципалітет Урк має найвищий рівень народжуваності в Нідерландах — в середньому, 21,8 дітей на 1000 мешканців, у той час як народжуваність по країні в цілому становить 11,4 дитини. Внаслідок цього, Урк має найвищий показник молоді — 32,2 % населення складають люди у віці до 14 років, і найнижчий показник літніх людей у віці старше 65 років — 8 %. Через значний рівень вірян в муніципалітеті Урк найвищий відсоток родин із дітьми. Загалом, Урк за економічними, демографічними та релігійними показниками, а також рівнем прибутку значно відрізняється від середніх показників по країні.
Населення Урка досить швидко зростає, головним чином, завдяки природному приросту населення:
- 1960 рік — 5 618 осіб,
- 1970 рік — 8 027 осіб,
- 1980 рік — 10 187 осіб,
- 1990 рік — 13 014 особи,
- 2000 рік — 15 719 осіб,
- 2010 рік — 18 310 осіб,
- 2016 рік — 20 042 особи.

Розподіл населення за статтю та віком (2008 рік)

Станом на початок 2017 року у муніципалітеті мешкало 20 220 осіб, з яких біло 10 192 чоловіки та 10 028 жінок. За віком населення розподілялося наступним чином:
- особи у віці до 5 років — 1 944 особи (9,61 %),
- особи у віці від 5 до 10 років — 2 029 осіб (10,03 %),
- особи у віці від 10 до 15 років — 1 845 осіб (9,12 %),
- особи у віці від 15 до 20 років — 1 793 особи (8,87 %),
- особи у віці від 20 до 25 років — 1 603 особи (7,93 %),
- особи у віці від 25 до 45 років — 5 326 осіб (26,34 %),
- особи у віці від 45 до 65 років — 3 848 осіб (19,03 %),
- особи у віці від 65 до 80 років — 1 464 особи (7,24 %),
- особи у віці старше 80 років — 368 осіб (1,82 %).

Таким чином, молодь у віці до 25 років становила близько 45,56 % населення Урка.

## Уродженці
- Ап'є Бантьєр[en] (1923—2010) — письменник, автор детективів.
- Віллемейн де Мюннік (1996) — співачка, виступає під псевдонімом Віллемейн з Урка (Willemijn van Urk)
- Якоб Схенк (1973) — диригент, піаніст, органіст.
- Йохан ван Слотен (1968) — музичний журналіст, письменник.
- Клаас ван Урк (1958) — історик.
- Мінне Велдман (1980) — композитор-аранжировщик, органіст.
- Бен Віссер (1981) — колишній олдермен Урка, бургомістр Схерпензеля, наймолодший бургомістр у Нідерландах.

## Діалект
Хоча в нідерландській мові є досить багато діалектів, уркерський діалект значно відрізняється від інших та від сучасної нідерландської мови, через ізольованість місцевості, де він виник. До 1940-х років Урк був островом, на який можна було потрапити лише морем. Населення було досить бідне і не мало радіо, книг чи газет. На початку XXI століття, незважаючи на поширення нідерландської мови через засоби масової інформації, майже кожен мешканець Урка володіє місцевим діалектом і використовує його у повсякденному житті. Так, уркери скажуть «Ik kom van Urk» (укр. «я походжу з Урка» або «Ik woon op Urk» (укр. «я живу на Урку») замість традиційних для нідерландської граматики форм «Ik kom uit Urk» (укр. «я з Урка») чи «Ik woon in Urk» (укр. «я живу в Урку»).
Сучасні мовознавці виділяють уркерський діалект в окрему групу діалектів, єдиним представником якої є уркерський.
В уркерському діалекті збереглося багато стародавніх рис, яких вже немає у сучасній нідерландській. Деякі елементи діалекту навіть сягають часів старогерманських мов, наприклад, нідерландському слову нід. vader (укр. батько) в діалекті відповідає слово taote, нід. moeder (укр. мати) — mimme, нід. vriend (укр. друг) — buie , нід. zoenen (укр. цілувати) — poesen.
Діалект має 10 голосних звуків (більше, ніж у сучасній нідерландській), кожен з яких має коротку і довгу форми, що впливають на значення слова, що вимовляється. Вимова приголосних загалом відрізняється від нідерландської мови і ближча до англійської.
Через складні економічні умови на острові у давні часи молоді дівчата у віці 11-12 років часто залишали острів і ставали домашньою прислугою, переважно в Амстердамі та його околицях. Вони часто працювали у багатих єврейських родинах, а за деякий час поверталися на острів, щоб завести власну родину. Так уркерський діалект увібрав у себе низку запозичень з амстердамського діалекту та мови їдиш. Наприклад, слово Shnur на їдиш стало уркерським Snoar (укр. невістка), Kallah («כלה», укр. наречена) стало уркерським Kalletjen (укр. подружка, дослівно «маленька наречена»). Із окупацією Нідерландів Наполеоном, деякі слова з французької прийшли у нідерландську та в уркерський діалект.
Діалект острова Урк історично був розмовною мовою, найдавніші текст на ньому датовані лише 1870 роком, перші публікації з'явилися у 1874—1875 роках. Втім, у XX столітті почався рух за збереження діалекту, ініціатором якого став вчитель з Урка Клаас Коффеман (Klaas Koffeman), лінгвісти почали вивчати діалект, а люди — писати поезію і прозу на уркерському. Діалектом Урка перекладено низку книг Біблії, зокрема, Книгу Псалмів.
Порівняння фраз нідерландською та на уркерському діалекті:
| Уркерський діалект                               | Нідерландська мова                               |
| ------------------------------------------------ | ------------------------------------------------ |
| Je moeten de skapen skeren nor se wolle eawen    | Je moet de schapen scheren naar ze wol hebben    |
| Drie keer zal kabel ouwen                        | Drie keer zal de kabel houden                    |
| Een gewoente wort wet                            | Een gewoonte wordt wet                           |
| Je moeten niet alle soorten nor je eagen skatten | Je moet niet alle soorten naar je eigen schatten |
| Geborsten kommetjes stoon et langste in et blad  | Gebarsten kommetjes staan het langst op het blad |

## Цікаві факти
- У 1988 році на честь Урка назвали кратер діаметром 2,8 км на Марсі.

## Галерея

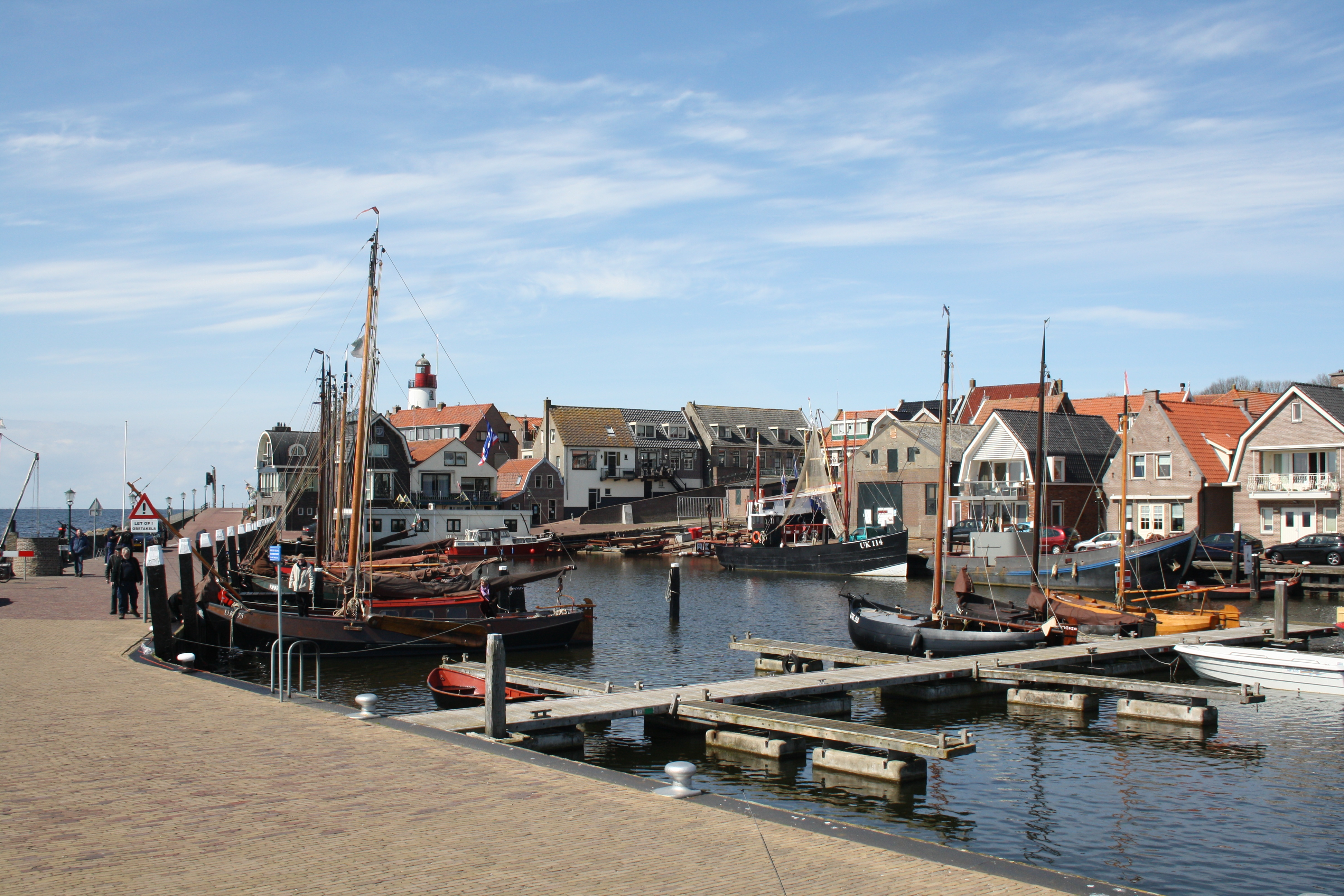
Гавань Урка
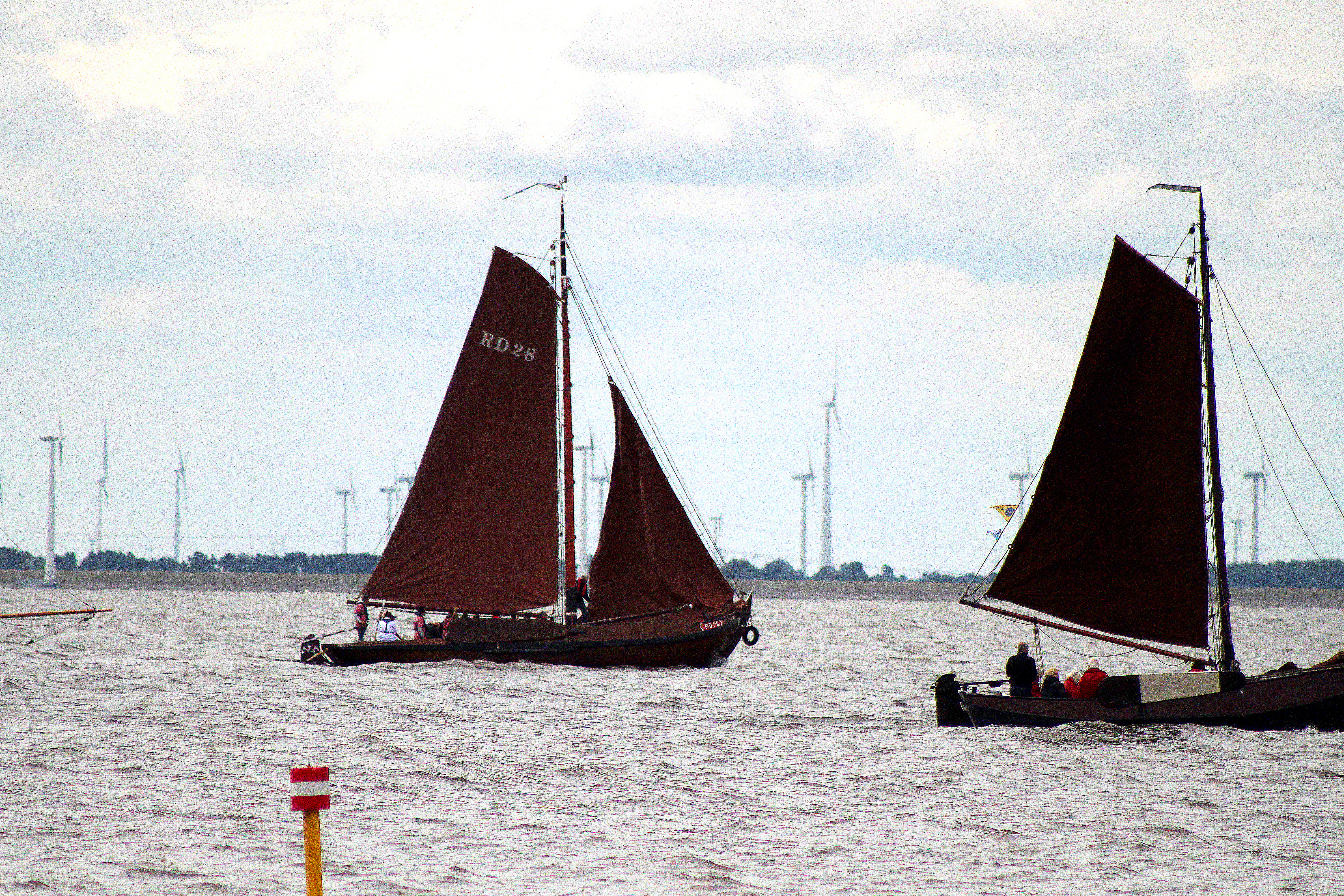
Регата на човнах
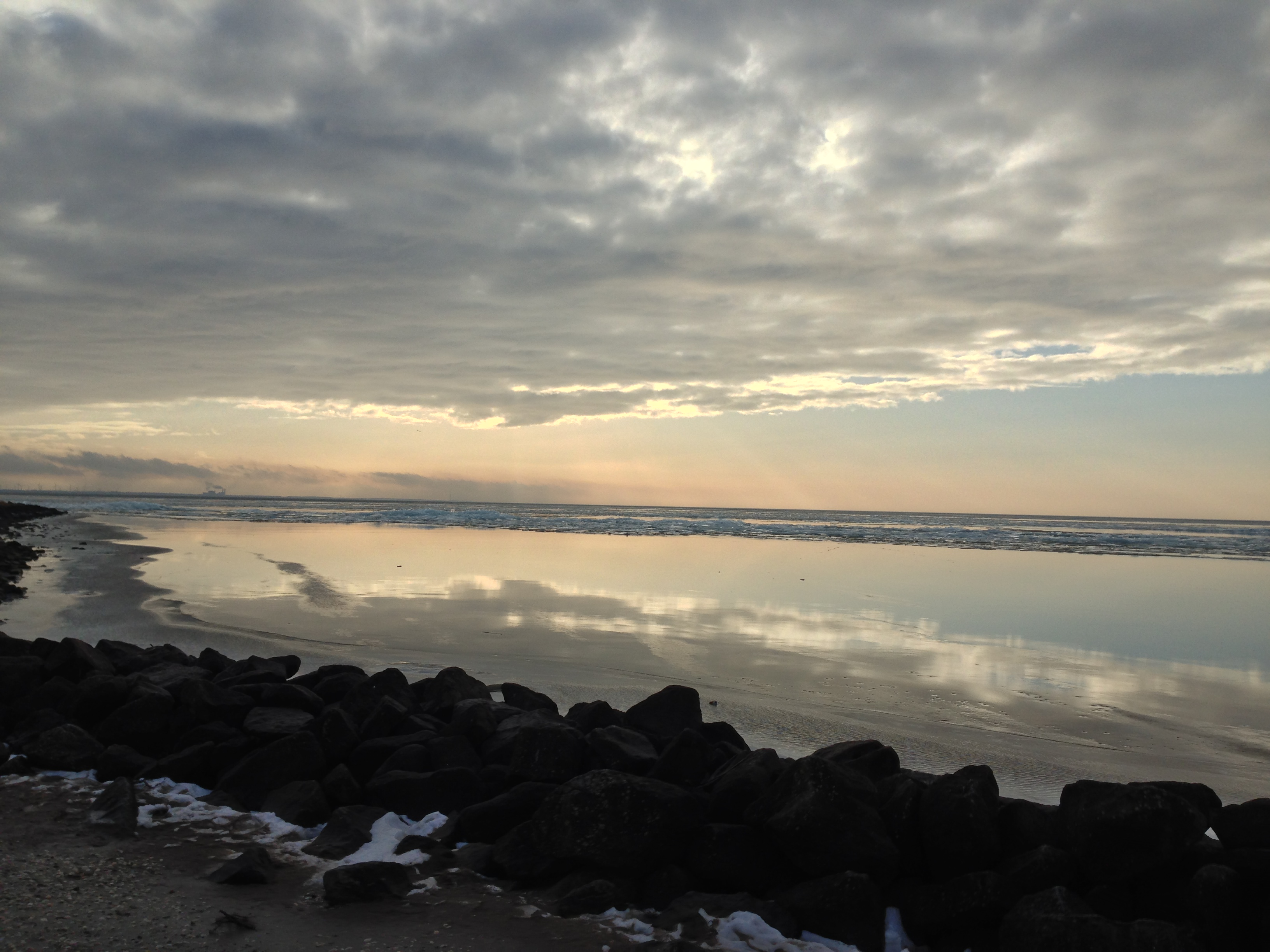
Ейсселмер взимку біля Урка
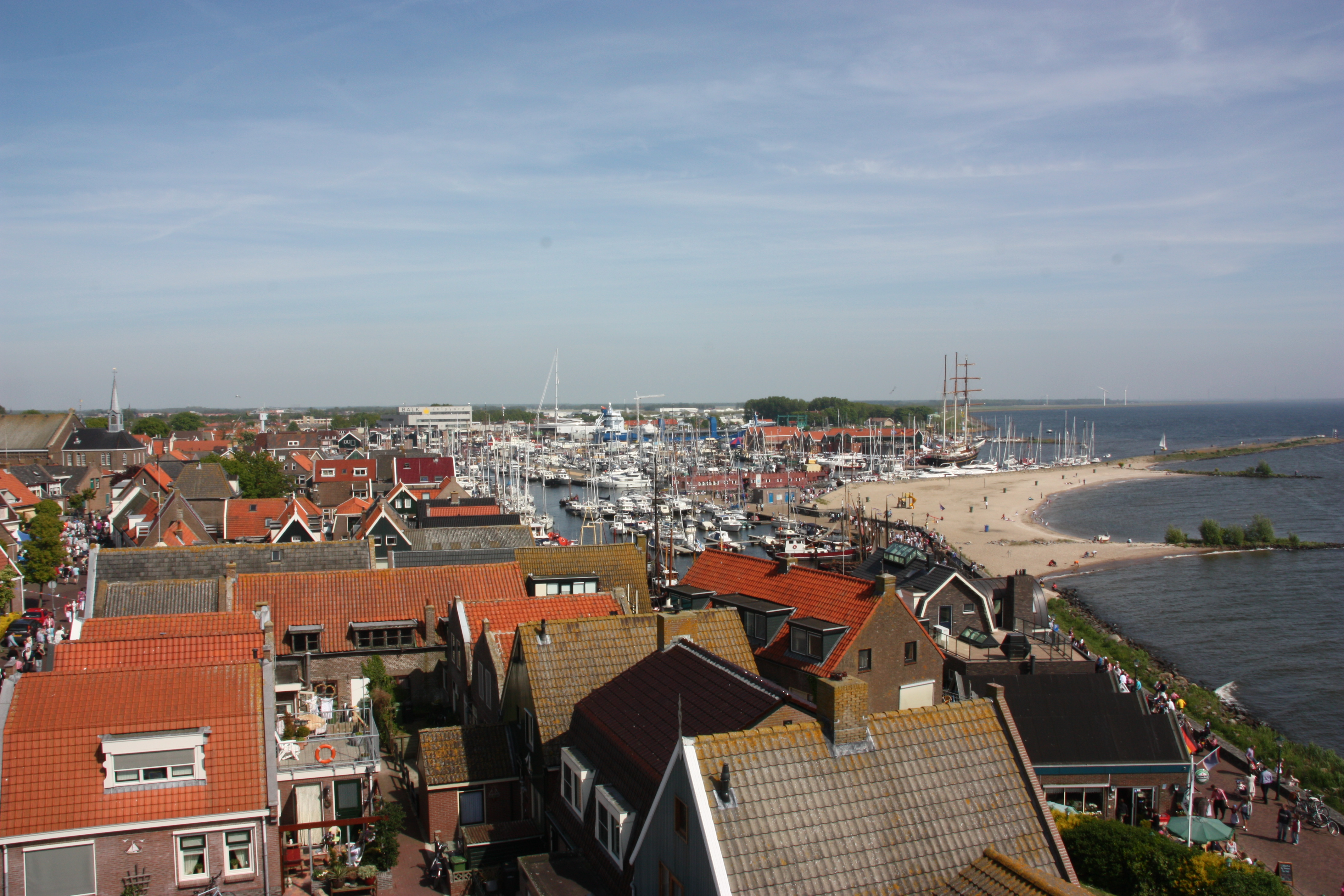
Панорама Урка з вершини маяка
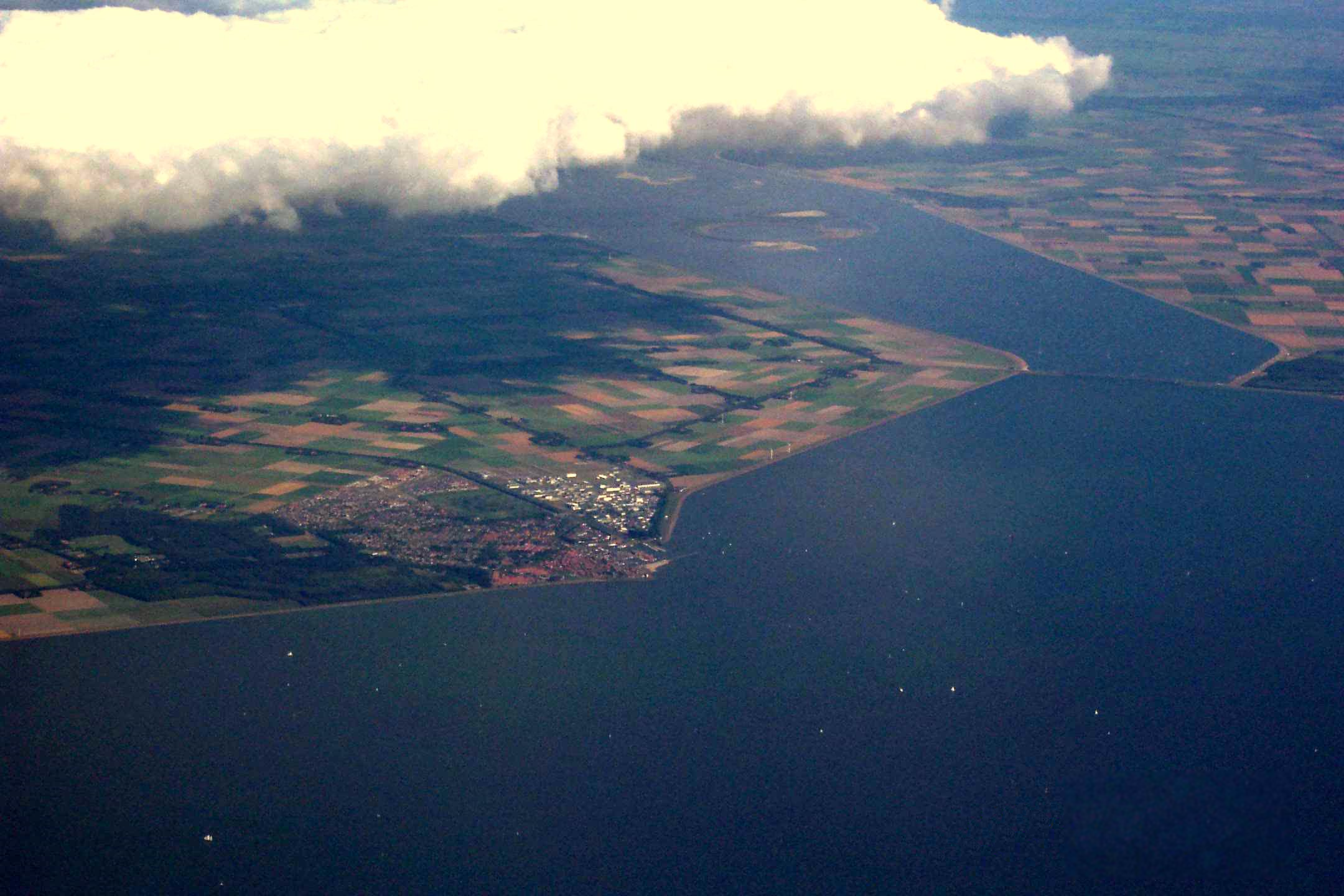
Панорама Урка з літака
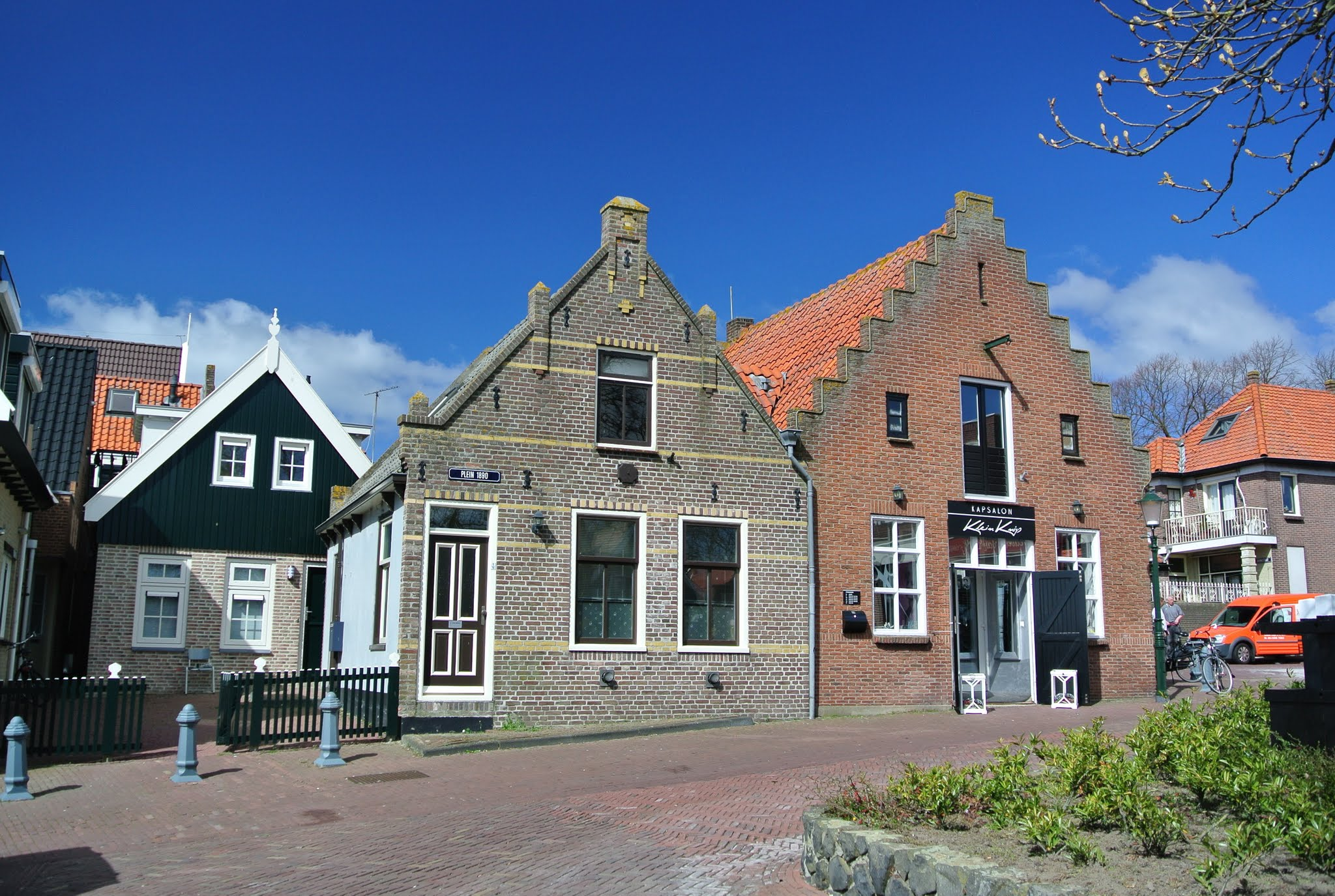
Старовинні будинки
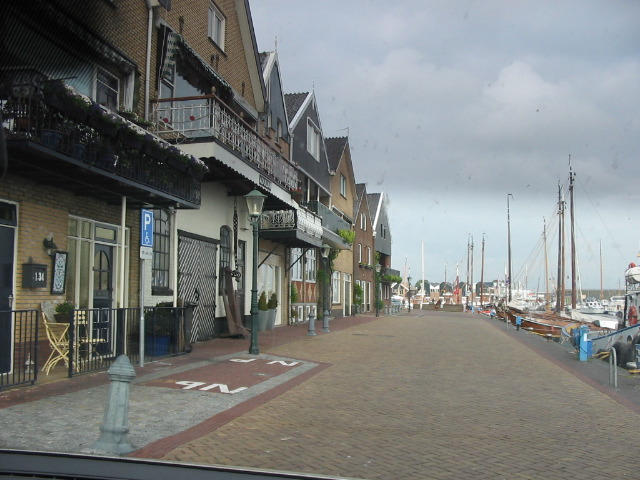
Набережна